# 遐亮
宗室遐亮（转写：Uksun Hiyaliyang，1774年2月20日—1818年11月16日，乾隆三十九年正月初十日酉時－嘉慶二十三年十月十八日寅時），又名遐良，字號不詳，清朝遠支宗室正藍旗第一族永字輩，清朝政治人物。

## 生平
- 嘉慶九年（1804年）中式甲子科繙譯鄉試繙譯舉人。
- 嘉慶十年（1805年）中式乙丑科繙譯進士。以主事分部學習。
- 十一年（1806年）二月，補授宗人府主事。[1][2]
- 十九年（1814年）九月，升授刑部員外郎。
- 二十三年（1818年）十月，卒，年四十五歲。

## 家庭及關聯
- 五世祖：鎮國勤敏公阿拜（1585年－1648年），清太祖高皇帝第三子，封三等鎮國將軍，追封奉恩鎮國公，諡勤敏。
- 高世祖：輔國公灝善（1634年－1706年），阿拜第七子，封奉恩輔國公。
- 曾祖父：輔國將軍善福（1662年－1734年），灝善第三子，封三等輔國將軍，官二等侍衛、宗學總管。
- 祖父：宗室珠雲（1714年－1735年），善福第六子，閑散。
- 祖母：尹佳氏，珠雲正室，大學士尹繼善之女。
- 父：宗室順泰（1733年－1796年），珠雲第二子，閑散。
- 母：李氏，順泰側室，李大之女。
- 遐亮排行第五，有四兄二弟：
  - 博莊（1751年－1810年），閑散。
  - 遐惠（1758年－1788年），閑散。
  - 傑良（1772年－1805年），閑散。
  - 傑靈（1772年－1773年），早卒。
  - 遐明（1775年－1809年），閑散。
  - 遐英（1777年－？年），閑散。

### 妻妾
- 正室：王佳氏，拜唐阿達溥慶之女。
- 繼室：佟佳氏，明安之女。
- 側室：王氏，王大之女。

### 子女
有三子。
- 長子：俊華（1801年－1805年），繼佟佳氏出，早卒，無嗣。
- 次子：聰俊（1804年－1860年），繼佟佳氏出，嘉慶十年十一月過繼予胞伯傑良為嗣，閑散。
- 三子：聰壽（1815年－1868年），庶王氏出，閑散，無嗣。